# Lenham
Lenham är en ort och civil parish i grevskapet Kent i sydöstra England. Orten ligger i distriktet Maidstone, cirka 14 kilometer sydost om Maidstone och cirka 15 kilometer nordväst om Ashford. Civil parishen hade 3 643 invånare vid folkräkningen år 2021.